# Laconeu
Laconeu é um personagem do Livro de Mórmon.
Mencionado em 3º Néfi, Laconeu era líder do povo nefita. Durante seu reinado, enfrentou resistentes guerra contra os Ladrões de Gandiânton por diversas vezes. Em uma delas, talvez a mais importante, recebeu uma carta de Gidiâni, líder dos Ladrões de Gandiânton:
Laconeu, nobilíssimo e supremo governador da terra: Eis que te escrevo esta epístola elogiando-te amplamente por tua firmeza e também pela firmeza de teu povo em manter o que julgais ser vosso direito e liberdade; sim, resistis heroicamente, como se fôsseis protegidos pela mão de um deus na defesa de vossa liberdade e de vossos bens e de vosso país ou do que assim chamais. E causa-me lástima, nobilíssimo Laconeu, que sejas tão insensato e presunçoso a ponto de supores que possas resistir a tantos homens valentes como os que tenho sob meu comando e que, neste exato momento, estão de prontidão, esperando com grande ansiedade a palavra de ordem—Caí sobre os nefitas e destruí-os. E eu conheço-lhes o indomável espírito, tendo-os posto à prova no campo de batalha e sabendo de seu eterno ódio a vós, em virtude dos muitos males que lhes infligistes; eis que vos destruirão completamente se descerem contra vós. Por conseguinte escrevi esta epístola, selando-a com minhas próprias mãos, temendo pelo teu bem-estar, por causa de tua firmeza no que crês ser justo e de teu nobre espírito no campo de batalha. Em vista disso escrevo-te pedindo que entregueis vossas cidades, vossas terras e vossos bens a meu povo, para que ele não vos ataque com a espada e sejais destruídos. Ou, em outras palavras, entregai-vos a nós e uni-vos a nós e familiarizai-vos com nossas aobras secretas e tornai-vos nossos irmãos, para que sejais como nós—não nossos escravos, mas nossos irmãos e sócios em tudo o que possuímos. E eis que eu te ajuro com um juramento que, se isto fizerdes, não sereis destruídos; mas, se não o fizerdes, juro-te com um juramento que, no próximo mês, ordenarei aos meus exércitos que vos ataquem; e não se deterão nem vos pouparão, mas hão de matar-vos e deixarão cair a espada sobre vós até que sejais exterminados. E eis que eu sou Gidiâni; e sou governador desta asociedade secreta de Gadiânton; e sei que esta sociedade e suas obras são bboas; e datam de clongo tempo e foram transmitidas a nós. E escrevo-te esta epístola, Laconeu, esperando que nos entregueis vossas terras e vossas propriedades sem derramamento de sangue, a fim de que o meu povo, que dissentiu de vós em virtude de os haverdes iniquamente privado de seus direitos ao governo, possa recuperar seus direitos e governo; e a não ser que façais isso, eu vingarei os seus agravos. Sou Gidiâni. 

E então aconteceu que quando recebeu essa epístola, Laconeu muito se admirou com a ousadia de Gidiâni, exigindo a posse da terra dos nefitas e também ameaçando o povo de vingar os agravos daqueles que não haviam sofrido mal algum, a não ser o mal que eles haviam causado a si próprios, unindo-se a esses iníquos e abomináveis ladrões. 
Laconeu criou fortes exércitos para combater os inimigos. Em um dos exércitos, colocou Gidgidôni como líder, por acreditar na fidelidade do jovem.
Laconeu morreu aproximadamente em 33-34 d.C